# 16560 Daitor
16560 Daitor este o planetă minoră (asteroid), cu un diametru de 43,861 km, din Asteroid troian al lui Jupiter. A fost descoperită pe 2 noiembrie 1991 la Observatorul European Austral de Eric Walter Elst și a fost numită după Meanings of minor planet names: 16001–17000⁠(d). 
Obiectul prezintă o orbită caracterizată de o semiaxă mare de 5,055952 UAi, o excentricitate de 0,04, o înclinație de 15,31123 ° în raport cu ecliptica.